# Arbuthnott Parish Church

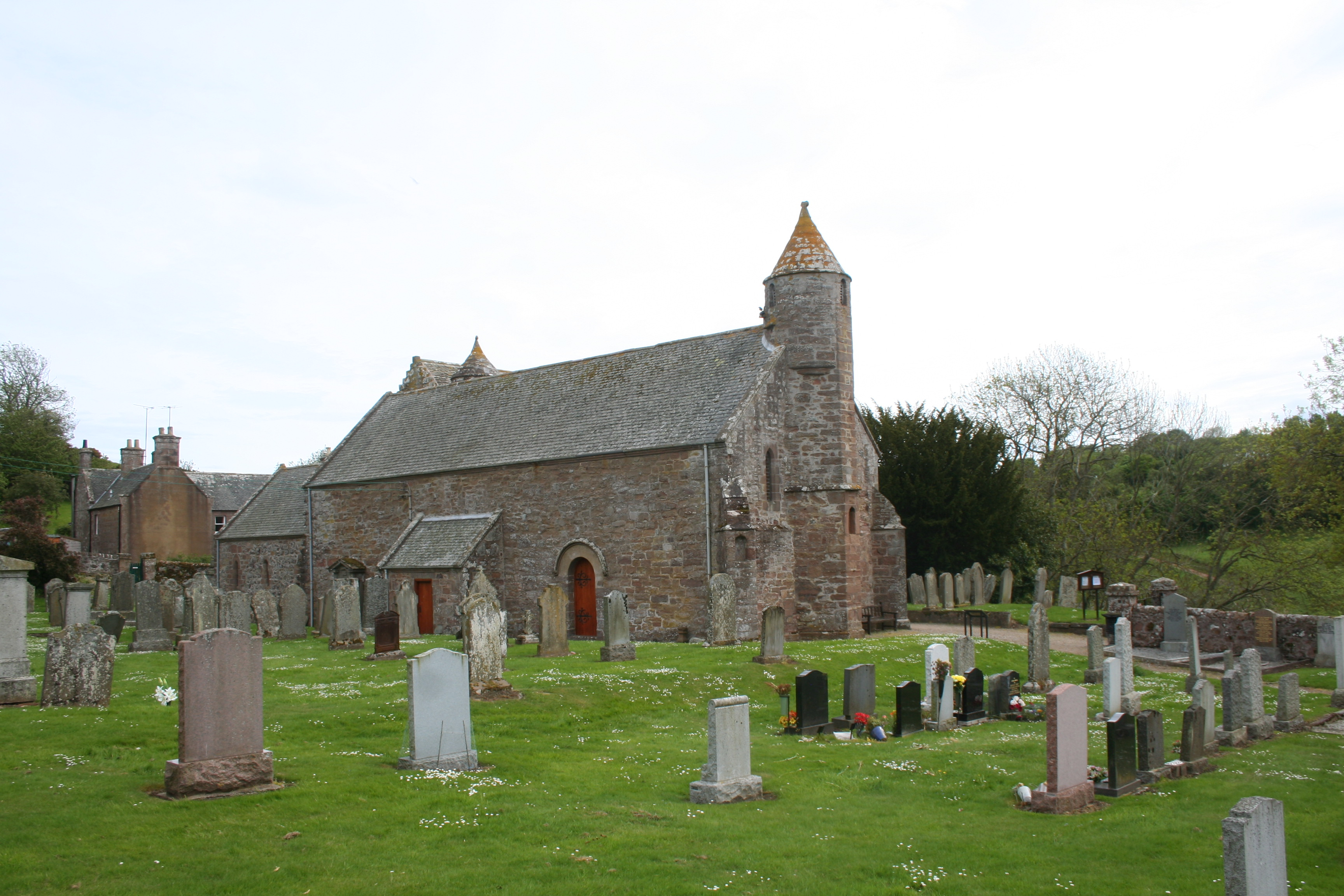
Arbuthnott Parish Church

Die Arbuthnott Parish Church ist eine Pfarrkirche der presbyterianischen Church of Scotland in der schottischen Streusiedlung Arbuthnott in der Council Area Aberdeenshire. 1972 wurde das Bauwerk in die schottischen Denkmallisten in der höchsten Denkmalkategorie A aufgenommen.

## Geschichte
Die Kirche wurde im früheren 13. Jahrhundert errichtet. Sie fungierte zunächst als Filialkirche des Marienstifts in St Andrews. Am 3. August 1242 konsekrierte David of Bernham, Bischof von St Andrews, die Kirche. Im Laufe des 15. Jahrhunderts erhielt sie einen Anbau, der als Marienkapelle bezeichnet wurde. Im Jahre 1491 verfasste der Geistliche James Sibbald dort das Messbuch Missal of Arbuthnott. 1896 modernisierte Alexander Marshall Mackenzie das Gebäude. Vermutlich ist heute im Wesentlichen der Chor mittelalterlichen Ursprungs. Zu einem nicht genannten Zeitpunkt endete die Nutzung als Kollegiatstift und die Kirche wurde als Pfarrkirche weitergenutzt.

## Beschreibung
Die Arbuthnott Parish Church steht auf einem Plateau oberhalb des Bervie Waters rund 600 m südöstlich von Arbuthnott. Die Sandsteinkirche gilt als gutes Beispiel für die mittelalterliche schottische Kirchenarchitektur. Den Glockenturm an der Westseite ließ Robert Arbuthnott of that Ilk im Jahre 1500 errichten.